# Larry Garner
Larry Garner (Nueva Orleans, Luisiana; 8 de julio de 1952), es un músico y guitarrista de blues estadounidense; conocido por su álbum de 1994 Too blues

## Biografía
Garner creció en Baton Rouge, Luisiana. Su primera inspiración fue el guitarrista Reverend Utah Smith. Garner conoció a músicos locales como Lonesome Sundown, Silas Hogan, y Tabby Thomas.
Sus influencias musicales incluyen Hogan, Clarence Edwards, Jimi Hendrix y Henry Gray. 
Aprendió a tocar la guitarra por su tío y otros dos mayores. Garner completó el servicio militar en Corea y regresó a Baton Rouge, trabajando a tiempo parcial en música y a tiempo completo en una planta Dow Chemical.
Garner ganó el International Blues Challenge en 1988. 
Sus dos primeros álbumes, "Double Dues" y "Too Blues ", fueron lanzados por el sello británico JSP Records. El título de este último álbum fue en respuesta a una discográfica ejecutiva que juzgó la demo original de Garner por ser "demasiado blues".
Grabó los álbumes "You Need to Live a Little" (1996), "Standing Room Only" (1998), "Baton Rouge" (1999) y "Once Upon the Blues" (2000) 
La canción "Go to Baton Rouge", del álbum "Baton Rouge", ofreció una guía turística para lugares musicales de Luisiana.
En 2008, Garner fue tratado por una enfermedad grave que fue la inspiración para su álbum de 2008, "Here Today Gone Tomorrow".